# Adham Sharara

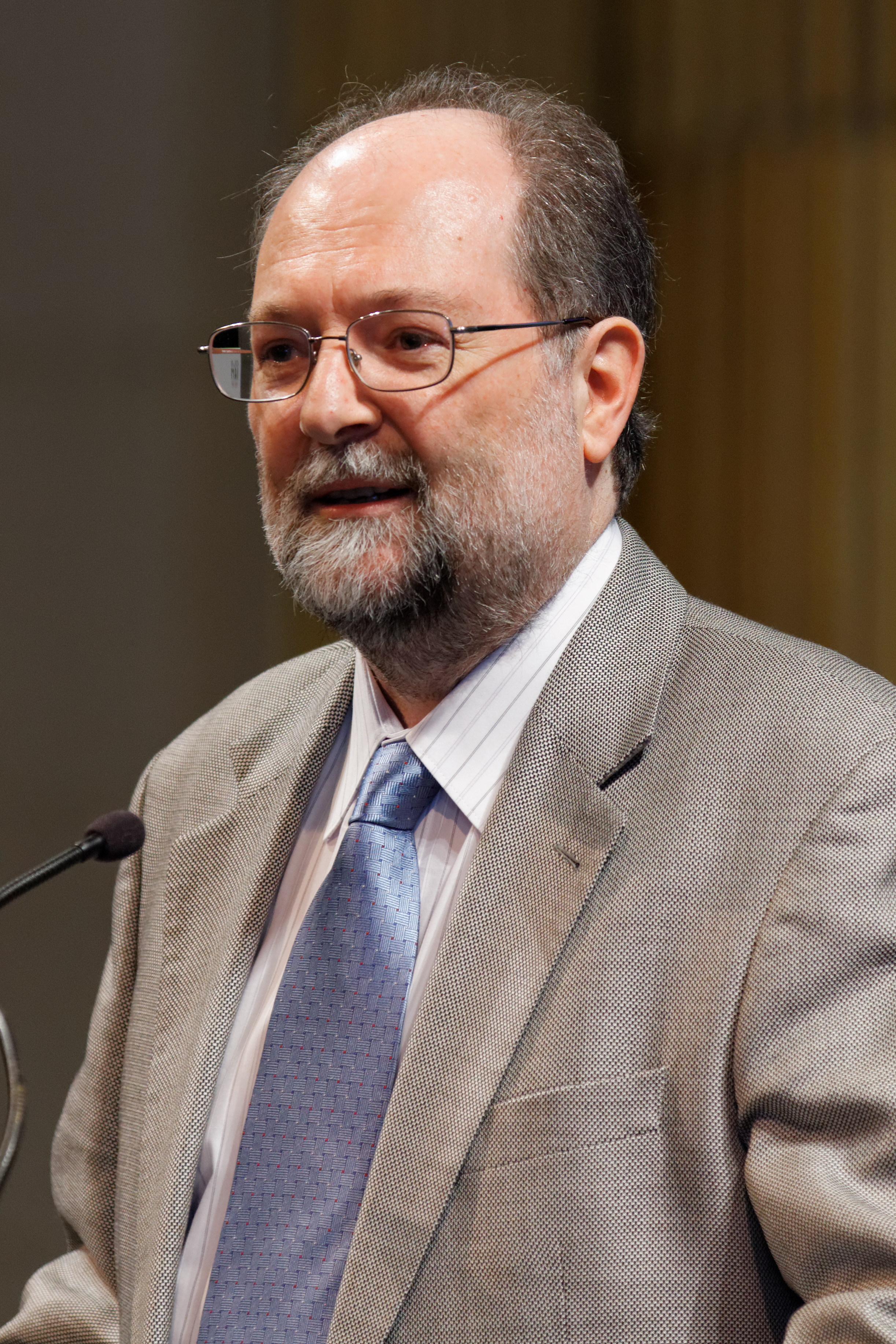
Adham Sharara, 2013.

Adham Sharara (nascido no Cairo, Egipto, a 24 de Março de 1953) é um dirigente desportivo canadiano. Foi presidente da Federação Internacional de Ténis de Mesa (ITTF), depois de suceder a Xu Yinsheng em 1999, e até abandonar o cargo em 2014. Foi sucedido por Thomas Weikert.
Sharara foi também eleito para o novo cargo "Chairman da ITTF" a 28 de Abril de 2014, na Reunião Geral Anual da federação, realizada em Tóquio, Japão.